# Xoắn ốc

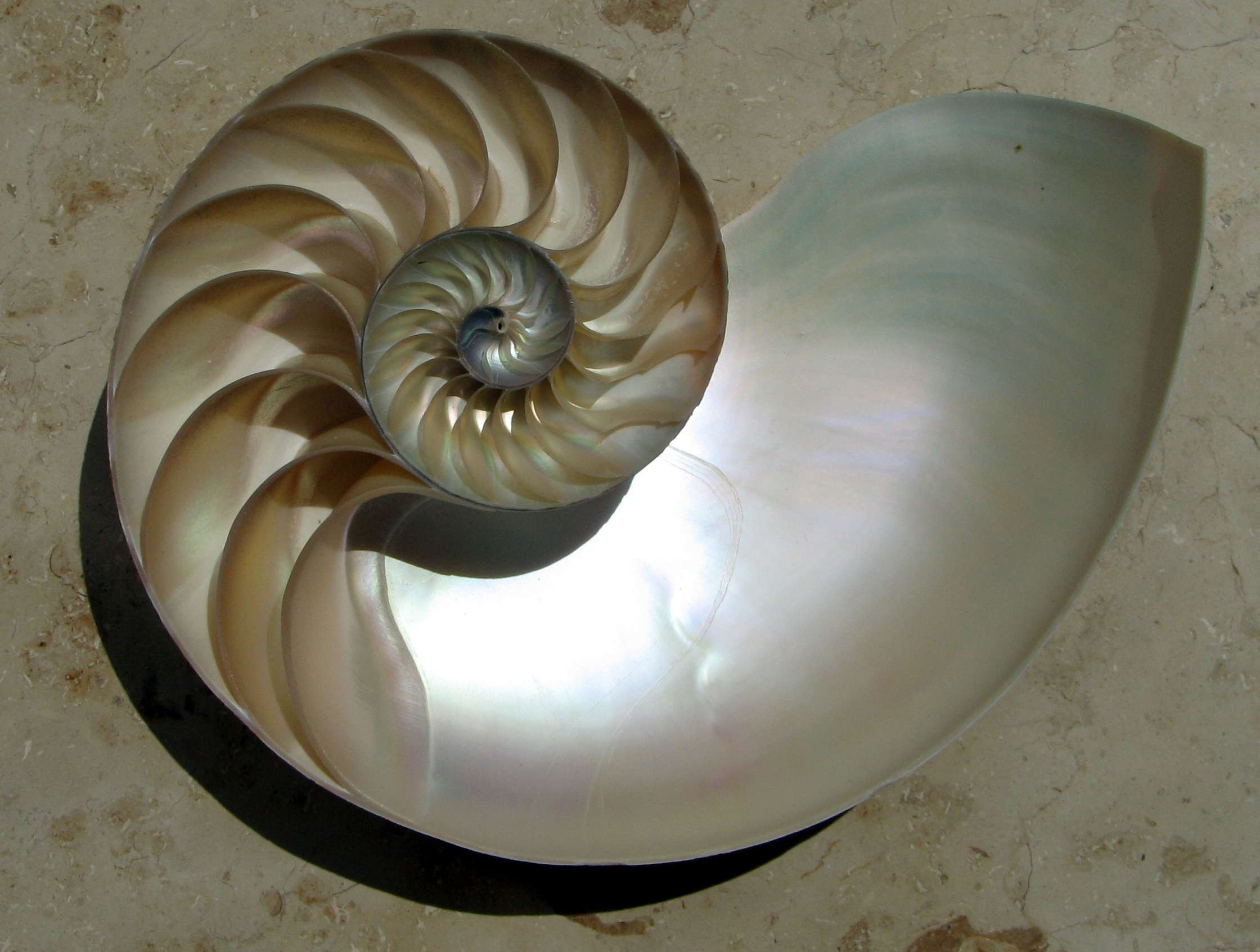
Cắt một vỏ ốc cho thấy các khoang được sắp xếp trong một xoắn ốc logarit gần đúng

Trong toán học, xoắn ốc là một đường cong xuất phát từ một điểm, di chuyển ra xa hơn đồng thời xoay quanh điểm đó.